# Sportåret 1928

## Händelser

### Bandy
- 19 februari - IK Göta, Stockholm blir svenska mästare efter finalvinst över IK Sirius med 5-3 på Stockholms stadion.[1][2][3]

### Baseboll
- 9 oktober - American League-mästarna New York Yankees vinner World Series med 4-0 i matcher över National League-mästarna St. Louis Cardinals.[4]

### Cykel
- George Ronsse, Belgien vinner landsvägsloppet vid VM.
- Nicolas Frantz, Luxemburg vinner Tour de France
- Alfredo Binda, Italien vinner Giro d'Italia för tredje gången.

### Fotboll
- 21 april - Arsenal FC vinner FA-cupfinalen mot Huddersfield Town FC med 3-1 på Wembley Stadium.[5]

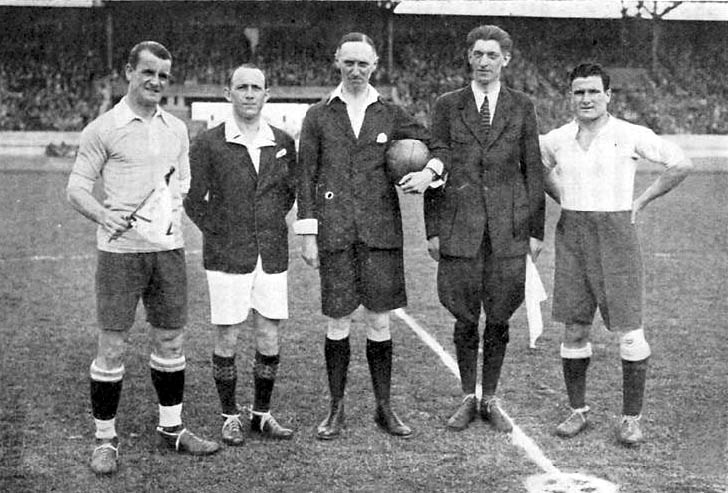
Uruguay och Argentina inför finalen av den olympiska turneringen.

- 13 juni – Uruguay vinner den olympiska turneringen genom att vinna omspelsfinalen mot Argentina med 2-1 i Amsterdam.[6]
- Okänt datum – Rangers FC vinner skotska cupen
- Okänt datum – FC Barcelona vinner Copa del Rey (spanska cupen).
- Okänt datum – Red Star FC vinner franska cupen.
- Okänt datum – Lindome GIF bildas.

#### Ligasegrare / resp lands mästare
- 3 juni - Örgryte IS vinner Allsvenskan och blir därmed svenska mästare.
- Okänt datum – Inget lag blir danska mästare på grund av oklarheter i reglerna..
- Okänt datum – Everton FC vinner engelska ligans första division
- Okänt datum – Rangers FC vinner skotska ligan.
- Okänt datum – Hamburger SV blir tyska mästare.
- Okänt datum – FC Torino blir italienska mästare.

### Friidrott
- 31 december - Salim Maluf vinner Sylvesterloppet i São Paulo.[7]
- Clarence DeMar, USA vinner Boston Marathon.[8]

### Golf

#### Herrar

##### Majorstävlingar
- US Open - Johnny Farrell, USA
- British Open - Walter Hagen, USA
- PGA Championship - Leo Diegel, USA

### Handboll
- 4 augusti - Internationella amatörhandbollsförbundet bildas.[9]

### Ishockey
- 15 januari - I Tammerfors spelar Pyrintö och Palloilijat den första officiella ishockeymatchen i Finland.[10]
- 10 februari - Finland inträder i IIHF.[11]

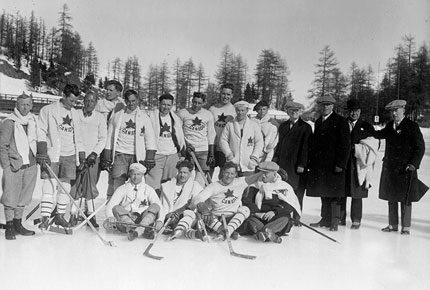
Kanadas olympiska guldlag.

- 11-19 februari  - Kanada vinner den olympiska turneringen i Sankt Moritz före Sverige och Schweiz.[12]
- 2 mars  - IK Göta blir svenska mästare efter en finalvinst över Södertälje SK med 4-3.[13][14]
- 14 april  - Stanley Cup: New York Rangers besegrar Montreal Maroons i finalspelet med 3 matcher mot 2.
- Okänt datum – Ishockey introduceras i Göteborg och Malmö under säsongen 1928/1929.[15]

### Konståkning

#### VM
- Herrar: Willy Böckl, Österrike
- Damer: Sonia Henie, Norge
- Paråkning: Andrée Joly-Brunet & Pierre Brunet, Frankrike

#### EM
- Herrar: Willy Böckl, Österrike

### Motorsport
- Britterna Woolf Barnato och Bernard Rubin vinner Le Mans 24-timmars med en Bentley 4½ Litre.

### Skidor, nordiska grenar
- 13 mars - Per-Erik Hedlund, Särna SK vinner Vasaloppet.[16][17]

#### SM
- 20 km ingen tävling
- 30 km vinns av Sven Utterström, Bodens BK. Lagtävlingen vinns av Bodens BK
- 50 km vinns av John Lindgren, Lycksele IF.  Lagtävlingen vinns av Lycksele IF
- Backhoppning vinns av Sven Eriksson, Selånger. Lagtävlingen vinns av IF Friska Viljor.
- Nordisk kombination vinns av Sven Eriksson,  Selånger. Lagtävlingen vinns av IF Friska Viljor.

### Tennis

#### Herrar
- 29 juli - Frankrike vinner International Lawn Tennis Challenge genom att finalbesegra USA med 4-1 i Paris.[18]

##### Tennisens Grand Slam
- Australiska öppna - Jean Borotra, Frankrike
- Wimbledon - René Lacoste, Frankrike
- US Open - Henri Cochet, Frankrike

#### Damer

##### Tennisens Grand Slam
- Australiska öppna - Daphne Akhurst, Australien
- Wimbledon – Helen Wills Moody, USA.
- US Open - Helen Wills Moody, USA

### Travsport
- Det första Travderbyt körs på Jägersro travbana i Malmö. Segrare blir den danska hingsten Ibrahim Pascha (DK) e. Dreamer Boy (US) – Creta (DK) e. Bravo (NO). Kilometertid: 1.30,9 Körsven: Sophus Sørensen, Danmark
- Travkriteriet körs på Jägersro travbana i Malmö. Segrare blir det danska stoet  Karina S (DK) e. Dreamer Boy (US) – Bella S (DK) e. Figaro (AT).

## Rekord

### Friidrott
- 28 april – Lee Barnes, USA, förbättrar världsrekordet i stavhopp till 4,30 m
- 5 maj – Herman Phillips, USA förbättrar världsrekordet på 400 m till 47,4 sek
- 12 maj – Emerson Spencer, USA, förbättrar världsrekordet på 400 m till 47,0 sek
- 20 maj – Kinue Hitomi, Japan förbättrar världsrekordet i längdhopp damer  till 5,98 m
- 2 juni – Betty Robinson, USA, förbättrar världsrekordet på 100 m damer  till 12,0 sek
- 3 juni – Ruth Lange, Tyskland förbättrar världsrekordet i kula damer till 11,52 m
- 16 juni – Inga Gentzel, Sverige, förbättrar världsrekordet på 800 m damer  till 2.20,4 min, första svenska individuella världsrekord på damsidan
- 23 juni – Marjorie Clark, Sydafrika förbättrar världsrekordet i höjdhopp damer  till 1,60 m
- 30 juni – Guschi Hargus, Tyskland förbättrar världsrekordet i spjut, damer till 38,36 m
- 1 juli – Lina Radke, Tyskland, förbättrar världsrekordet på 800 m damer  till 2.19,6 min
- 4 juli – Morgan Taylor, USA, förbättrar världsrekordet på 400 m häck till 52,0 sek
- 7 juli
  - – Lloyd Hahn, USA, förbättrar världsrekordet på 800 m till 1.51,4 min
  - - Edward Hamm, USA, förbättrar världsrekordet i längdhopp till 7,90 m
- 8 juli – Grete Heublein, Tyskland förbättrar världsrekordet i kula damer till 11,86 m
- 14 juli – Sera Martin, Frankrike, förbättrar världsrekordet på 800 m till 1.50,6 min
- 15 juli – Grete Heublein, Tyskland förbättrar världsrekordet i kula damer till 11,96 m
- 15 juli – Linnets Saint-Maur (med Georgette Gagneux, Lucienne Velu, Simone Warnier och Marguerite Radideau) förbättrar världsrekordet på 4 x 100 m till 50 sek
- 22 juli – Hans Hoffmeister, Tyskland, förbättrar världsrekordet i diskus till 48,77 m
- 29 maj – Gustel Hermann, Tyskland förbättrar världsrekordet i kula damer till 12,26 m
- 1 juli – Lina Radke, Tyskland, förbättrar världsrekordet på 800 m damer  till 2.16,8 min
- 31 juli
  - – George Weightman-Smith, USA, förbättrar världsrekordet på 110 m häck till 14,6 sek
  - – Halina Konopacka, Polen förbättrar världsrekordet i diskus damer till 39,62 m
- 4 augusti
  - – Paavo Yrjölä, Finland, förbättrar sitt eget världsrekord i tiokamp till 8 053 poäng
  - - Kanadas stafettlag förbättrar världsrekordet på 4 x 100 m damer  till 48,4 sek
- 5 augusti – USA:s stafettlag förbättrar världsrekordet på 4 x 400 m till 3.14,2 min
- 11 augusti – USA:s stafettlag förbättrar världsrekordet på 4 x 400 m till 3.13,4 min
- 15 augusti – Erik Lundqvist, Sverige förbättrade världsrekordet i spjut till 71,01 m
- 26 augusti
  - – Helmut Körnig, Tyskland förbättrade världsrekordet på 200 m till 21,0 sek
  - - Emil Hirschfeld, Tyskland, förbättrar världsrekordet i kula till 16,04 m
- 2 september – Tysklands stafettlag förbättrar världsrekordet på 4 x 100 m till 40,8 sek
- 9 september – Silvio Cator, Haiti, förbättrar världsrekordet i längdhopp till 7,93 m

## Evenemang
- Olympiska sommarspelen 1928 äger rum i Amsterdam, Nederländerna 28 juli - 12 augusti
  - USA tar flest medaljer (56) och flest guldmedaljer (22).
- Olympiska vinterspelen 1928 äger rum i Sankt Moritz, Schweiz 11 februari - 19 februari
  - Norge tar flest medaljer (15) och flest guldmedaljer (6).
- VM i cykel anordnas i Budapest, Ungern.
- VM i konståkning för herrar anordnas i Berlin, Tyskland.
- VM i konståkning för damer anordnas i London, Storbritannien.
- VM i konståkning i paråkning anordnas i London, Storbritannien
- EM i konståkning för herrar anordnas i Opava, Tjeckoslovakien.

## Födda
- 25 februari - Paul Elvström, dansk seglare.
- 31 mars – Gordie Howe, kanadensisk ishockeyspelare.
- 4 maj - Betsy Rawls, amerikansk golfspelare.
- 9 maj
  - Pancho Gonzales, amerikansk tennisspelare.
  - Barbara Ann Scott, kanadensisk konståkare.
- 4 juli - Alfredo di Stefano, argentinsk-spansk fotbollsspelare.
- 21 oktober - Whitey Ford, amerikansk basebollspelare.

## Avlidna
- 6 januari – Alvin Kraenzlein, 51, amerikansk friidrottare, fyra OS-guld.
- 1 december – Arthur Gore, 60, brittisk tennisspelare, två OS-guld.
- 3 december – Johan Olin, 45, finländsk brottare.

### Fotnoter
1. ↑  Erik Jonsson (21 februari 1926). ”1920–1929”. Svenska Bandyförbundet. Arkiverad från originalet den 16 februari 2015. https://web.archive.org/web/20150216045601/http://www.svenskbandy.se/BANDYFINALEN/HISTORIK/Svenskamastare/Herrar/1920-1929/. Läst 18 mars 2020.
2. ↑  ”Bandy”. Svenska Dagbladets årsbok. 19 februari 1927. sid. 254. https://runeberg.org/svda/1928/0256.html. Läst 6 juni 2011.
3. ↑  ”Västerås Sportklubbs SM-finaler i bandy”. VSK Forum. http://www.vskforum.com/vsk.nu/SM-finallag.html. Läst 18 mars 1926.
4. ↑  ”1928 World Series” (på engelska). Baseball-Reference.com. http://www.baseball-reference.com/postseason/1928_WS.shtml. Läst 16 juli 2015.
5. ↑  ”England FA Challenge Cup 1927/1928” (på engelska). RSSSF. http://www.rsssf.com/tablese/engcup1928.html. Läst 19 augusti 2012.
6. ↑  ”Games of the IX. Olympiad” (på engelska). RSSSF. http://www.rsssf.com/tableso/ol1928f.html. Läst 16 augusti 2011.
7. ↑  ”1920” (på portugisiska). Sylvesterloppet. Arkiverad från originalet den 1 mars 2014. https://web.archive.org/web/20140301033657/http://www.saosilvestre.com.br/1920. Läst 19 augusti 2012.
8. ↑  ”Boston Marathon”. Arkiverad från originalet den 27 april 2015. https://web.archive.org/web/20150427035419/http://www.baa.org/races/boston-marathon/boston-marathon-history/past-champions/past-mens-open-champions.aspx. Läst 9 april 2011.
9. ↑  ”11 Man Team Handball in Finland”. http://users.abo.fi/jbacklun/outaspace.htm#1928. Läst 23 augusti 2011.
10. ↑  ”Year by Year News Headlines in Finland” (på engelska). AZ Hockey. 15 januari 1928. Arkiverad från originalet den 6 september 2015. https://web.archive.org/web/20150906043141/http://www.azhockey.com/year/yearFINLAND.html. Läst 27 augusti 2011.
11. ↑  ”Finland” (på engelska). International Ice Hockey Federation. 10 februari 1928. https://www.iihf.com/en/associations/341/finland. Läst 21 augusti 2011.
12. ↑  ”Jeux Olympiques de Saint-Moritz 1928” (på franska). Hockey Archives. 19 februari 1928. https://www.hockeyarchives.info/JO1928.htm. Läst 15 augusti 2011.
13. ↑  ”Ishockey”. Svenska Dagbladets årsbok. 2 mars 1928. sid. 258. https://runeberg.org/svda/1928/0260.html. Läst 6 juni 2011.
14. ↑  ”Championnat de Suède 1927/28” (på franska). Hockey Archives. 2 mars 1928. https://www.hockeyarchives.info/Suede1928.htm. Läst 16 mars 2020.
15. ↑  ”Year by Year News Headlines in Sweden” (på engelska). AZ Hockey. Arkiverad från originalet den 6 september 2015. https://web.archive.org/web/20150906043330/http://www.azhockey.com/year/yearSWEDEN.html. Läst 2 september 2011.
16. ↑  ”Historiska segrare”. Vasaloppet. Arkiverad från originalet den 22 mars 2020. https://web.archive.org/web/20200322121012/https://www.vasaloppet.se/wp-content/uploads/sites/1/2019/09/historiska_segrare_vasaloppet_sve_2019-09-18.pdf. Läst 5 september 2011.
17. ↑  ”Skidlöpning”. Svenska Dagbladets årsbok. 11 mars 1929. https://runeberg.org/svda/1928/0261.html. Läst 6 juni 2011.
18. ↑  ”Davis Cup”. http://www.daviscup.com/en/results/tie/details.aspx?tieId=10003587. Läst 20 augusti 2011.